# Eugenia Olguín Palacios
Eugenia Judith Olguín Palacios (Ciudad de México, 6 de agosto de 1947) científica e investigadora especializada en biotecnología ambiental, premio estatal de ciencia y tecnología 2019 otorgado por el Gobierno de Veracruz en el área de tecnología e innovación.  Es investigadora emérita del INECOL. 

## Biografía
Estudió para químico bacteriólogo parasitólogo en la Escuela Nacional de Ciencias Biológicas del Instituto Politécnico Nacional, realizó el doctorado en ingeniería bioquímica en la Universidad de Birmingham, Reino Unido. En 1980 fundó el Instituto Mexicano de Tecnologías Apropiadas, donde realizó trabajos de biotecnología rural, entre los que destacan una granja de aves en Guerrero atendida por mujeres, así como una casa ecológica en Malinalco, Estado de México.  
En 1989 ingresó al INECOL en Xalapa, Veracruz y forma el grupo de biotecnología ambiental, para lograr un desarrollo sustentable basada en dos ejes: contaminación de agua y cambio climático. Desde finales de los 90´s integra la International Society of Environmental Biotechnology ISEB. En 2008 funda la Sociedad latinoamericana de Biotecnología Ambiental y Algal (SOLABIAA).                                                                                                                                     
Es investigadora emérita del INECOL y forma parte del Sistema Nacional de Investigadores del Conahcyt SIN III, e integra la Academia Mexicana de Ciencias. 

## Aportaciones
Sus trabajos impactan de manera positiva la conservación del medio ambiente y en especial de los ecosistemas acuáticos. Ha desarrollo tecnologías de fitorremediación para el tratamiento de aguas residuales agroindustriales. 
Sus trabajos han contribuido a la mitigación del cambio climático mediante biorrefinerías con microalgas, plantas acuáticas y aguas residuales y fitotecnologías para pequeñas comunidades. También sus estudios han impulsado la biorrefinería a partir de microalgas En 2013 implementó humedales flotantes para el mejoramiento de la calidad del agua de los Lagos del Dique de la ciudad de Xalapa. 

## Reconocimientos
- Premio Nacional María Lavalle Urbina, en el área de Medio Ambiente y Desarrollo Sustentable otorgado por la Secretaría de Relaciones Exteriores,   la SEMARNAP y la Alianza de Mujeres de México 1999. [21]
- Premio a la Excelencia Creativa y Espíritu Innovador 2015 en la categoría de Investigador Establecido, otorgado por el Instituto de Ecología, A.C. [22]
- Premio Estatal de Ciencia y Tecnología en el Área de Tecnología, Innovación y Diseño otorgado por el Gobierno del Estado de Veracruz en 2019. [23]

## Publicaciones
Eugenia Olguín fue editora fundadora de la revista Desarrollo y Medio Ambiente publicada por IMETA, S.C. de 1986 a1988.  En 2010, fundó la Revista Latinoamericana de Biotecnología Ambiental y Algal, de la cual es Editora en jefe.  